# Brian Madjo
Brian Madjo (Enfield, 12 de enero de 2009) es un futbolista británico, nacionalizado luxemburgués, que juega en la demarcación de delantero para el F. C. Metz de la Ligue 1.

## Selección nacional
Tras jugar en las categorías inferiores de la selección, finalmente hizo su debut con la selección de Luxemburgo el 22 de marzo de 2025 en un encuentro amistoso contra Suecia que finalizó con un resultado de 1-0 a favor del combinado luxemburgués tras el gol de Seid Korac.

## Clubes
| Club       | País    | Año   | Partidos | Goles |
| ---------- | ------- | ----- | -------- | ----- |
| F. C. Metz | Francia | 2025- |          |       |